# 金田晉
金田 晉（かなた すすむ 1938年7月15日 - ）は日本の美学者、広島大学名誉教授。蘭島閣美術館名誉館長。専門は現象学的美学、造形美学の現象学。元広島県博物館協議会会長。

## 来歴
大阪府出身。大阪府立三国丘高等学校を経て、1962年東京大学文学部美学美術史学科卒業。1969年同大学院美学専攻博士課程単位修得退学。2004年「形態と価値の現象学－フッセルの美学思想を弾機として－」で東京大学文学博士。1969年広島大学教養部講師、1974年同総合科学部助教授、1983年教授。2000年定年退官、名誉教授、東亜大学総合人間･文化学部教授･同学部長、特任教授、広島大学監事。ひろしま美術館理事。財団法人蘭島文化振興財団顧問。蘭島閣美術館館長。2004年度中国文化賞受賞（中国新聞社）。2008年度広島県教育賞（広島県教育委員会）。2010年地域文化功労者（文部科学大臣表彰）。2010年東亜大学学園理事、東亜大学大学院特任教授。2012年東亜大学大学院総合学術研究科研究科長。2014年臨床美術学会顧問。

## 著作
- 『絵画美の構造』勁草書房　1980
- 『芸術作品の現象学　 Phenomenologica』世界書院　1990
- 金田晉，『隠喩としての美学－飛べない天使』，広島大学比較文化研究会，平成12年
- 金田晉，『美学の将来』，広島芸術専門学校．平成18年

編著
- 金田晉，『美術ひろしま』，広島市文化振事業団，
- 金田晉，『久野昭教授退官記念論文集』，以文社，平成７年
- 金田晉，『芸術学の100年 日本と世界の間』，勁草書房，2000年
- 金田晉，「臨床美術へのオマージュ」『臨床美術／認知症医療と芸術のコーポレーション』（共著）63－75頁。金剛出版　2013

近年の論文
- 金田晉，「隠喩論」（比較文化研究23，広島大学比較文化研究会），平成12年
- 金田晉，「美にはかたちがある－明治美学と西欧美学の移植－」（Symposion18,ドイツ語学文学研究会、国際コミュニケーション研究所，平成15年）
- 金田晉，「暦と<時間＞－比較文化的考察－」（比較文化研究30，広島大学比較文化研究会），平成19年
- 金田晉*金田晉「美と時間性」59－60頁（1995年シンポ）、「かたちのいのち」200－202頁（2002年シンポ）、『人文知の可能性』日本学術　　　　　会議哲学系公開シンポジウム提題レジュメ集　第19期日本学術会議哲学研究連絡委員会、2005
- 金田晉「甦る哲学者ヤン・パトチカ」「思想」2007年12月号No.1004 3－6頁。岩波書店　2007
- 金田晉「地方美術館に求められるもの－市立美術館のあゆみにふれて」『東広島市立美術館開館30周年記念シンポジウム』10－30頁。2010
- 金田晉「船田玉樹回想」『船田玉樹画文集独座の宴』224－226頁、求龍堂2012
- 金田晉「鼓常良における日本的様式としての"Rahmenlosigkeit"」『東洋意識　夢想と現実のあいだ1897－1953』385－412頁　ミネルヴァ書房
- 金田晉「灰谷正夫　時代への批判を注ぎつづけた洋画家（ふるさと人物列伝）」げいびグラフ平成24秋　16－18号　122号げいびグラフ2012
- 金田晉「地・人・芸術－＜芸術と地域＞を問う－」（基調報告）藝術学関連学会連合第7回公開シンポジウム　1－9頁。仙台市博物館ホール

金田 晉（広島芸術学会）2012．６．16 13:00－16:0
- 金田晉「日本刀の美学」「刀剣美術」2013年2月号No．673　2－15頁。公益財団法人日本美術刀剣保存協会　2013
- 金田晉「日本刀の美学」（その２）「刀剣美術」2014年7月号No．690　2－14頁。公益財団法人日本美術刀剣保存協会　2014
- 金田晉「地・人・芸術－＜芸術と地域＞を問う－」（基調報告）藝術学関連学会連合第7回公開シンポジウム　1－9頁。仙台市博物館ホール

金田 晉（広島芸術学会）2012．６．16 13:00－16:00
- 金田晉「対馬アートファンタシア2014」断想　TSUSHIMA ART FABTASIA　広島－対馬　4－8頁。泉美術館　2015

### 翻訳
- ペーター・アンセルム・リードル『ヴァシリー・カンディンスキー』森秀樹共訳　PARCO出版　パルコ美術新書　1996